# Zalepidota piperis
Zalepidota piperis är en tvåvingeart som beskrevs av Rubsaamen 1908. Zalepidota piperis ingår i släktet Zalepidota och familjen gallmyggor. Inga underarter finns listade i Catalogue of Life.